# Santenay (Côte-d’Or)
Santenay település Franciaországban, Côte-d’Or megyében. Lakosainak száma 852 fő (2022. január 1.). Santenay Saint-Aubin, Chassagne-Montrachet, La Rochepot, Chassey-le-Camp, Cheilly-lès-Maranges, Dezize-lès-Maranges és Remigny községekkel határos.

## Népesség
A település népessége az elmúlt években az alábbi módon változott:
| Lakosok száma | 1007 | 1014 | 1008 | 847  | 859  | 856  | 892  | 908  | 913  | 852  |
|               | 1968 | 1982 | 1990 | 2006 | 2012 | 2015 | 2017 | 2019 | 2020 | 2022 |